# At the Burglar's Command
At the Burglar's Command è un cortometraggio muto del 1913. La regia non è firmata. Prodotto dalla Pathé Frères e distribuito attraverso la General Film Company, il film uscì nelle sale il 2 ottobre 1912. Fu l'esordio cinematografico dell'attore William A. Williams.

## Produzione
Prodotto dalla Pathé Frères

## Distribuzione
Il film fu distribuito dalla General Film Company, che lo fece uscire nelle sale statunitensi il 2 ottobre 1912.